# Lý học
Lý học (tiếng Trung: 宋明理學; bính âm: Sòng-Míng lǐxué) là triết lý Trung Quốc chịu ảnh hưởng của Nho giáo, khởi nguồn từ Hàn Dũ và Lý Cao vào đời Đường và trở thành cường thịnh vào đời Tống và Minh nhờ Chu Hi.
Lý học có thể là nỗ lực hợp lý hóa và thế tục hóa Nho giáo bằng cách loại bỏ các mê tín và sự huyền bí của Đạo giáo và Phật giáo đã được đưa vào Nho giáo trong và sau đời nhà Hán. Tuy Lý học chỉ trích Đạo giáo và Phật giáo, nhưng vẫn mượn những thuật ngữ và khái niệm của hai đạo này do đó Lý học chịu ảnh hưởng của cả Đạo giáo lẫn Phật giáo. Lý học khác với Phật giáo và Đạo giáo trên phương diện Phật giáo và Đạo giáo xem siêu hình học là phương tiện thúc đẩy sự phát triển tinh thần, tôn giáo và tìm kiếm sự bất tử, còn Lý học thì dùng siêu hình học làm kim chỉ nam để sáng tạo triết lý đạo đức duy lý.

## Nguồn gốc

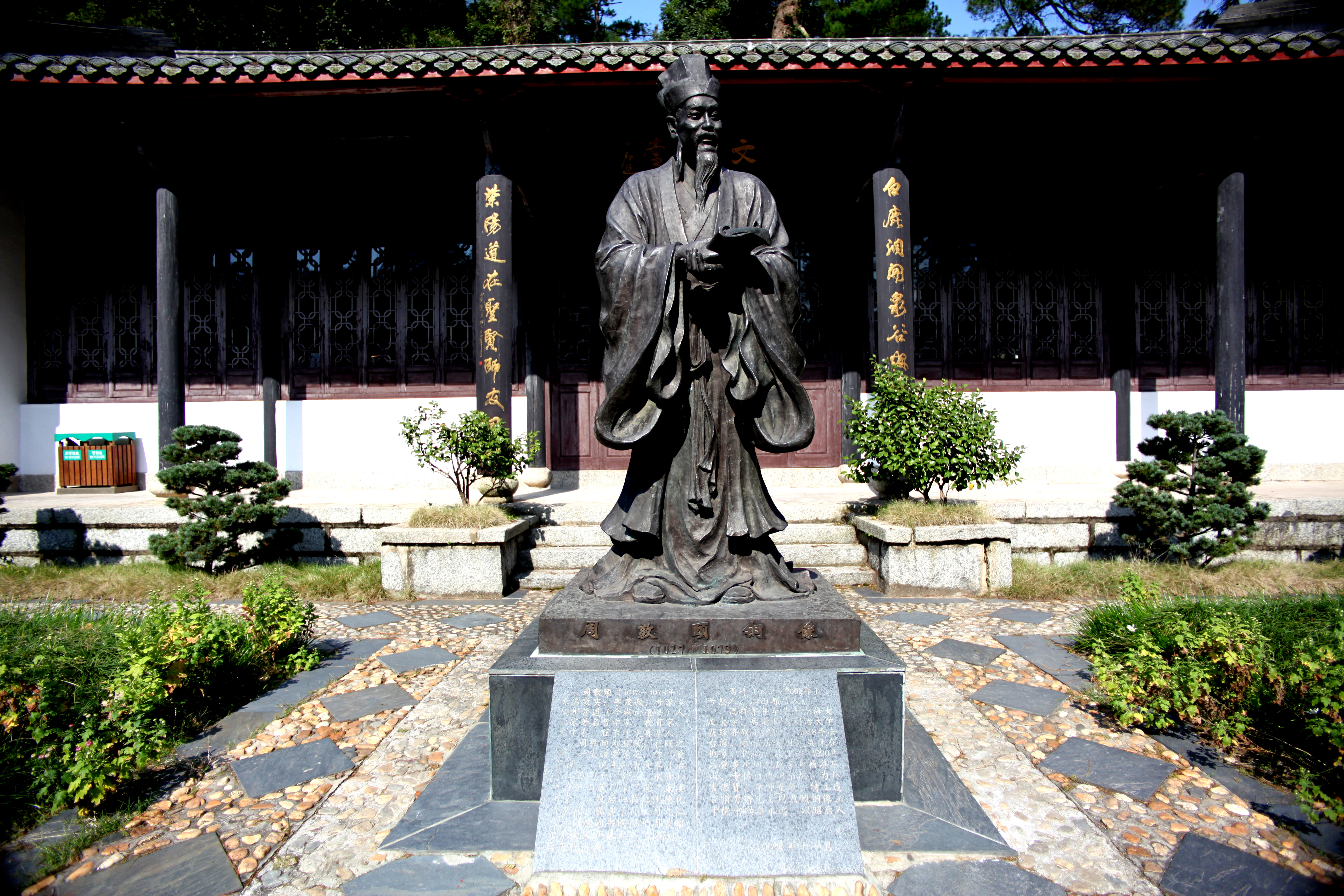
Tượng Chu Đôn Di bằng đồng ở Bạch Lộc Động thư viện

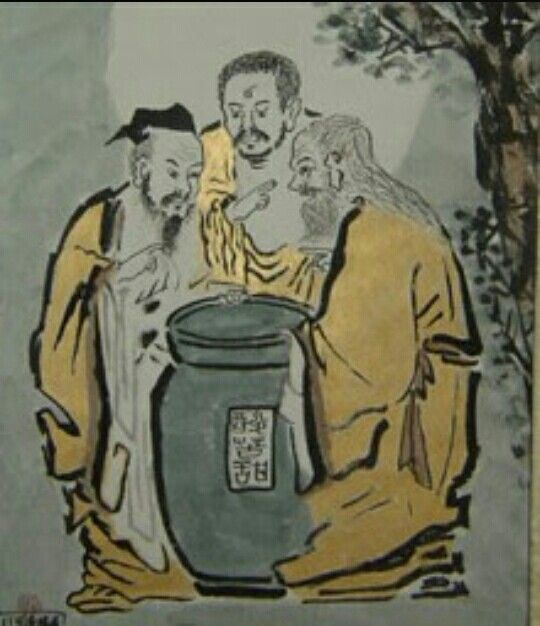
Khổng Tử, Phật và Lão Tử cùng nếm giấm